# Док-пудинг
Док-пудинг (англ. Dock pudding) — блюдо английской кухни, характерное для Западного Йоркшира, которое готовят в основном в долине реки Колдер. Его основными ингредиентами являются листья змеевика большого (иногда называемого «нежным щавелем» или «страстоцветом», хотя он не относится к роду Щавель), вместе с овсянкой, крапивой, луком и приправами по вкусу. Добавляются и другие ингредиенты. Рецепт док-пудинга отличается от семьи к семье. Традиционно «пудинг» жарят на сковороде вместе с беконом. Начиная с 1971 года, в местном общественном центре в деревне Митолмройд проводится ежегодный чемпионат мира по приготовлению док-пудинга, причём победительнице торжественно вручают серебряный кубок.
Первоначально док-пудинг являлся блюдом беднейших крестьян, который готовили весной, когда у крестьян кончались запасы зерна, из трав, которые созревали первыми. Хотя сегодня док-пудинг ассоциируется в основном с долиной Колдера, исторически подобные блюда, в частности, пироги с крапивой или с пижмой были распространены шире, в том числе, в северной части Англии.